# Carmen: A Hip Hopera
Carmen: A Hip Hopera é um filme musical norte-americano de 2001, dirigido por Robert Townsend e produzido pela MTV. O filme foi baseado na ópera Carmen de Georges Bizet, as filmagens foram feitas em Los Angeles.

## Elenco
- Carmen Brown: Beyoncé Knowles
- Derek Hill: Mekhi Phifer
- Caela: Reagan Gomez-Preston
- Lieutenant Miller: Mos Def
- Cellmate 1: Jada
- Cellmate 2: Jermaine Dupri
- Blaze: Casey Lee
- Jalil: Lil' Bow Wow
- Rasheeda: Rashia "Rah Digga" Battle
- Nikki: Joy Bryant
- Fortune Teller: Wyclef Jean
- Shaun Rodgers Chris Brown
- Rapping Narrator: Da Brat

## Prêmios e indicações
- Black Reel Awards:
  - Melhor Ator Coadjuvante - Mekhi Phifer (indicação)